# Urocarpus
Urocarpus es un género con siete especies de plantas de flores perteneciente a la familia Rutaceae. 

## Especies seleccionadas
- Urocarpus grandiflorus
- Urocarpus muricatus
- Urocarpus niveus
- Urocarpus pallidus
- Urocarpus phebalioides
- Urocarpus squamuliger
- Urocarpus squamuligerus

- Datos: Q5816849